# Майакка (река)
Майакка (англ. Myakka River) — река в юго-западной части штата Флорида (США), впадающая в бухту Шарлотт, которая является частью Мексиканского залива. Длина реки составляет 87 км.

## География

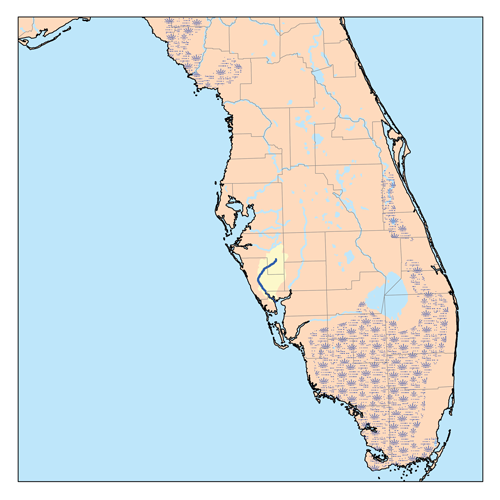
Бассейн реки Майакка

Исток реки Майакка находится на западе округа Харди (Флорида), вблизи границы с округом Манати, на высоте около 32 м. После этого река течёт в юго-западном, а затем в юго-восточном направлении, протекая по округам Манати, Сарасота и Шарлотт (Флорида). Река Майакка впадает в бухту Шарлотт (Charlotte Harbor), являющуюся частью Мексиканского залива. 
Площадь водосборного бассейна реки Майакка — около 1400 км², средний расход воды — 7,1 м³/c. Верховья Майакки находятся в районе болота Флатфорд (Flatford Swamp), которое входит в водосборный бассейн реки. 

## История
До 1850 года на англоязычных картах река фигурировала под названием «Астернал» (англ. Asternal River). Предположительно, в 1850-х годах один из топографов узнал, что индейцы-семинолы назвают реку «Майакка» (Myakka). Это название стало указываться на картах, однако значение этого слова осталось неизвестным.
В 1934—1941 годах проводились работы по созданию парка штата Майакка-Ривер, расположенного в округах Сарасота и Манати. Парк был открыт в 1942 году. В 1985 году легислатура штата Флорида присвоила реке статус «Florida Wild and Scenic River» (с англ. — «заповедная и живописная река Флориды»). Майакка — единственная река во Флориде, удостоенная подобного статуса.